# 卡尔维里索尔塔
卡尔维里索尔塔（義大利語：Calvi Risorta），是意大利卡塞塔省的一个市镇。总面积15.88平方公里，人口5889人，人口密度370.8人/平方公里（2009年）。ISTAT代码为061010。